# Edificio Telefonica

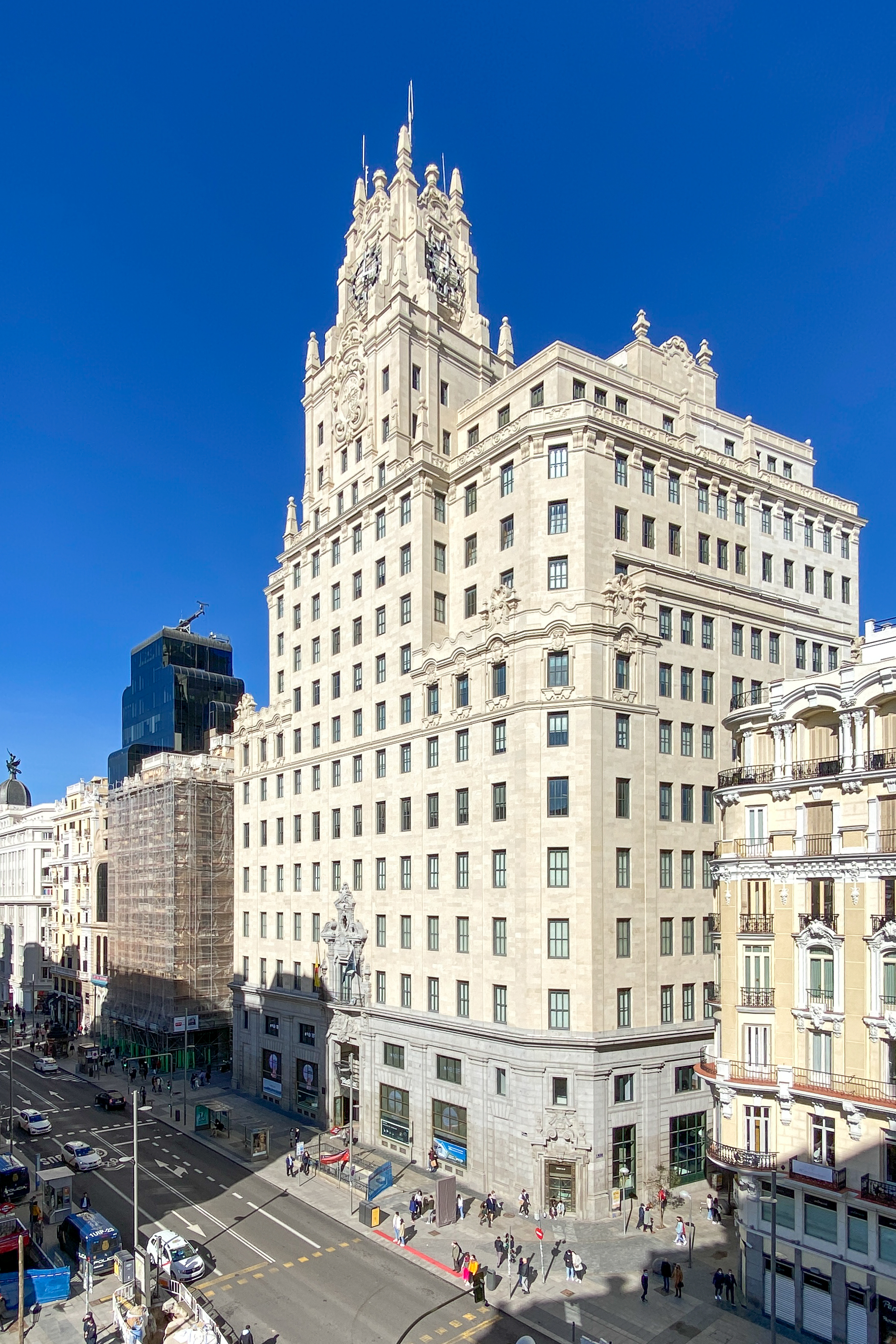
Het Telefónicagebouw aan de Gran Vía

Het Telefónicagebouw (Edificio Telefónica) is een wolkenkrabber in Madrid.
Het gebouw staat aan de Gran Vía en is de hoofdzetel van de Telefónica-groep. Het gebouw is 89,30 meter hoog, verdeeld over 15 verdiepingen met hoog plafond. Sinds kort zijn de laagste verdiepingen ingericht als de hoofdwinkel van Telefónica (Telefonica Flagship Store).

## Geschiedenis
Het gebouw werd ontworpen in 1923 door de architect Ignacio de Cárdenas Pastor, die destijds in dienst was als hoofdontwerper van de toenmalige ambtelijke dienst van de Spaanse staatstelefoniemaatschappij CTNE, tegenwoordig Telefónica. Tot de bouw werd besloten in 1926 en het gebouw kwam drie jaar later gereed.
Tot 1953 was het gebouw het hoogste van Madrid. In dat jaar kwam het 117 meter hoge Españagebouw (Edificio España) op Plaza de España gereed. Momenteel is het Telefónicagebouw het op 15 na hoogste gebouw van de stad.